# Lim Chan-ho
Lim Chan-ho (né le 11 mars 1992) est un athlète sud-coréen, spécialiste du 400 m.
Il détient le record national du relais 4 x 400 m obtenu lors des Championnats du monde de Daegu. Il remporte la médaille d'or lors des Jeux de l'Asie de l'Est de 2013.